# Jean-François Bory
Jean-François Bory, né le 2 mai 1938 à Paris, est un essayiste, critique d'art et poète français. 

## Biographie
Né à Paris en 1938, Jean-François Bory a passé son enfance et son adolescence jusqu'à l'âge de 18 ans au Vietnam.
Il a travaillé à l’Agence France-Presse, ainsi que dans un cabinet ministériel. En 1972 il cesse d'avoir une activité salariée.
Il réalise ses premières expositions de poésie concrète ou visuelle en 1966 à Londres, à la galerie Number Ten, ainsi qu’à Milan et à Venise. Il participe à la Biennale de Paris en 1967 avec des objets-poèmes et des lettres géantes en polystyrène, ainsi qu'au festival de poésie sonore Text un Ackitionsabend II à Berne en 1968.
En 1967, il collabore avec Jochen Gerz dans Agentzia, au départ une agence d'art,. La même année, il tourne le film Saga, où il tente de représenter qu'un langage avec des lettres en trois dimensions.
En 1991, Jean-Marc Debenedetti le présente dans son anthologie La Poésie surréaliste, un des volumes dela Bibliothèque de poésie publiée par France Loisirs.

## Œuvre
Les activités de Jean-François Bory sont multiples : création littéraire, typoèmes (poèmes visuels), lectures performances, objets-livres, arts plastiques, photographie, photomontage, cinéma, édition de revues d’avant-garde et de livres. Il a traduit des extraits du Nocturne de D'Annunzio.
Jean-François Bory a ainsi publié une cinquantaine de textes, mais aussi exposé à la Villa Tamaris en 2007, à la Biennale de Paris, à la Biennale de Venise et une exposition au Stedelijk Museum sur la poésie concrète.

### Publications
- Bientôt le livre (Contexte, 1966)
- Un auteur sous influence (Flammarion, 1986)
- Pound provisoirement posthume (Spectres familiers, 1998)
- L'auteur, une autobiographie (Éditions de l'Olivier, 2001)
- Anthologie provisoire (2002)
- Roussel S.A.R.L. (2003)
- Japon, le retour (Éditions Al Dante, 2004)